# ياكوفليف ياك-16
ياكوفليف ياك-16 (بالإنجليزية: Yakovlev Yak-16)‏ هي طائرة رياضية من صناعة ياكوفليف. كان أول طيران لها في 24 سبتمبر 1947.